# Voies navigables de France

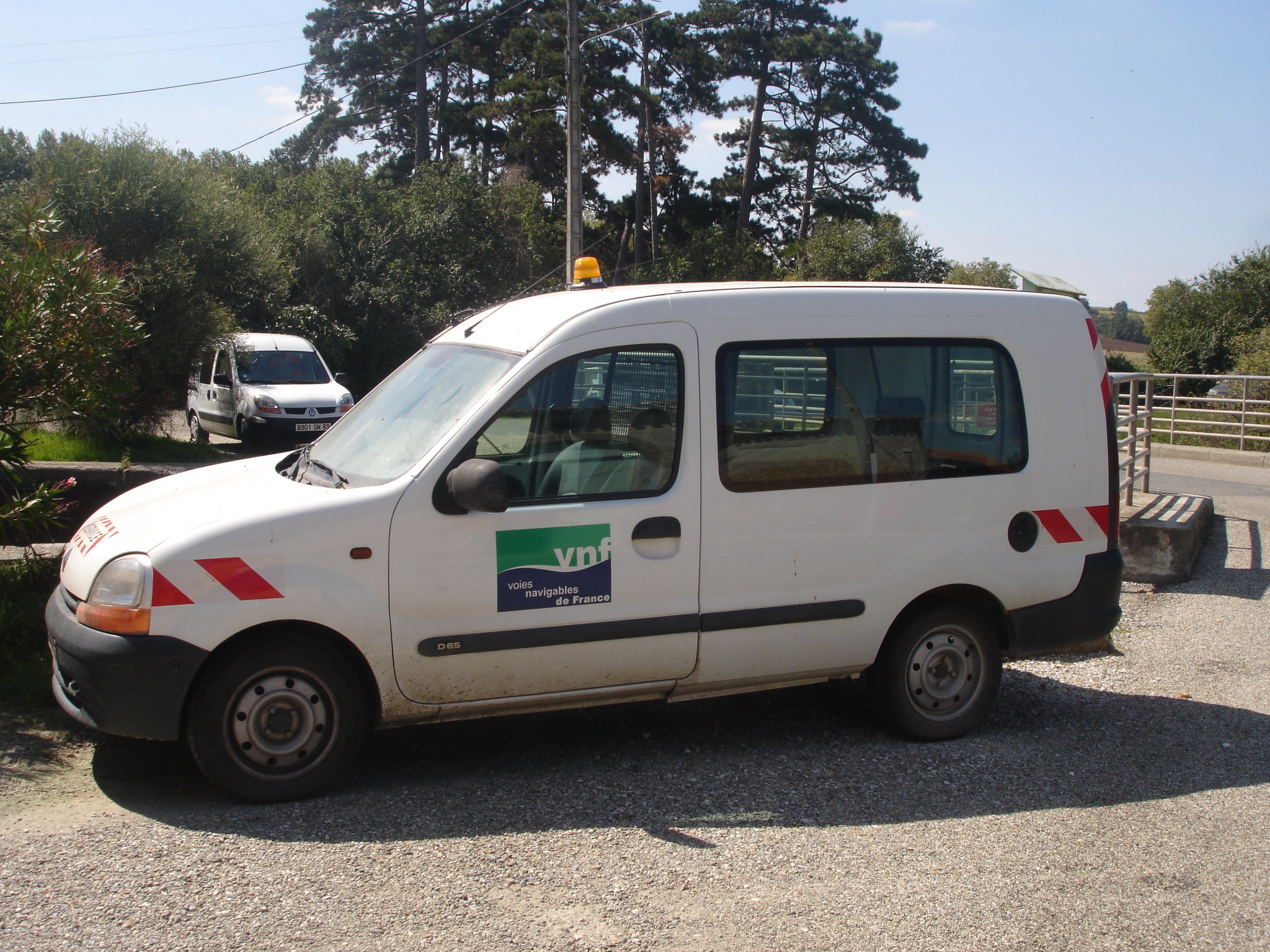
Véhicule, avec logo de VNF, sur le bord du canal du Midi.

Voies navigables de France (VNF) est un établissement public à caractère administratif français chargé de gérer environ 80 % du réseau des voies navigables de France et dont la tutelle de l'État est exercée par la direction générale des Infrastructures, des Transports et des Mobilités du ministère de la Transition Écologique.
Opérateur national de l’ambition fluviale, VNF est un établissement unique qui répond, sur 2 réseaux (réseau transport et réseau tourisme), à 3 grandes missions au service du public : promouvoir la logistique fluviale, concourir à l’aménagement du territoire et assurer la gestion globale de l’eau.

## Histoire
La France connaît une « fièvre de canaux » de 1815 à 1860, leur longueur quadruple (canaux du Nord, du Centre, et de la Marne au Rhin).
Créé par l'article 67 de la loi du 27 février 1912 portant fixation du budget général des dépenses et recettes de l'État de l'exercice 1912, « en vue de remédier aux graves inconvénients de la situation », l'Office National de navigation (ONN), ancêtre de Voies navigables de France est un bureau d'études, devenu l'organe exécutif du ministère des Travaux Publics.
La réflexion s'intensifie avec la création de la CECA en 1953, car la concurrence belge et rhénane, qui trouve moins ses avantages dans le prix de revient initial que dans les conditions de transport, menace le charbon français. La navigation intérieure comptant pour 30 % dans le trafic des pays membres, les projets de voies d'eau, concurrencées par l'électrification du rail, entraînent espoirs et divergences.
Voies navigables de France (VNF) est créé en 1991, en remplacement de l'ancien Office national de la navigation (ONN).

### La genèse de l'EPIC VNF
Le premier ministre Michel Rocard (alors maire de Conflans, où se trouve un important port fluvial) et son ministre de l'Équipement et des transports Louis Besson, sont à l'origine de Voies navigables de France. Il s'agissait de regrouper au sein d'un même établissement les missions de gestionnaire de l'infrastructure, jusqu'alors assurées par l'État, et celles liées au transport fluvial, confiées à l'Office national de la navigation, dans le but d'optimiser l'action publique et de favoriser ainsi le développement du transport par voie d'eau. Afin de doter le futur établissement de moyens d'intervention suffisants (les péages de navigation ne permettant pas, tant s'en faut, de couvrir l'entretien, l'exploitation et le développement des infrastructures), une nouvelle taxe est introduite par la loi de finances pour 1991 : la « taxe hydraulique ». Les statuts de l'établissement ne sont arrêtés que quelques mois plus tard, sous le gouvernement Édith Cresson (décret du 18 juillet 1991) et publié au Journal officiel le 28 juillet 1991.
Voies navigables de France est donc alors un établissement public de l'État à caractère industriel et commercial. Il emploie du personnel de droit privé, essentiellement pour les missions à caractère commercial (perception des péages de navigation, gestion du « tour de rôle » et valorisation domaniale). Des services déconcentrés de l'État (« Services navigation » et « DDE Mixtes ») sont mis à sa disposition pour l'exploitation et la maintenance du réseau et des ouvrages. Ces services restent néanmoins sous l'autorité hiérarchique des préfets.
Dans les premiers mois de sa création, l'établissement est installé dans les anciens locaux de l'Office national de la navigation, boulevard de La Tour-Maubourg à Paris. Rapidement, VNF est décentralisé à Béthune, dans le département du Pas-de-Calais : le siège national de l'établissement est depuis lors implanté au 175, rue Ludovic Boutleux à Béthune.

### De l'EPIC à l'EPA
Le 30 août 2011, le Conseil des ministres a adopté un projet de loi relatif à l'« Agence nationale des voies navigables » présenté par Nathalie Kosciusko-Morizet, ministre de l'Écologie, du Développement durable, des Transports et du Logement. Ce projet de loi, qui vise à faire évoluer, à compter du 1er janvier 2013, Voies navigables de France vers une « Agence nationale des voies navigables », établissement public administratif disposant de la capacité de gestion de l'ensemble de ses agents, a été enregistré le 31 août à la Présidence du Sénat.
Le 11 janvier 2012, le projet de loi est adopté par le Sénat, dotant VNF de responsabilités plus larges en matière de gestion hydraulique. À l'occasion du débat parlementaire, le nom de « Voies navigables de France » a été réintroduit.
Adoptée par les deux chambres, la loi a été publiée le 25 janvier 2012 : loi no 2012-77 du 24 janvier 2012 relative à Voies navigables de France.
VNF regroupe au 1er janvier 2013 les 350 salariés de VNF ainsi que 4 350 agents des services déconcentrés de l’État. Les services de la Navigation étaient des services déconcentrés du Ministère de l'Écologie, du Développement durable, des Transports et du Logement exerçant pour le compte de « Voies navigables de France » (VNF) l'exploitation et l'entretien des voies d'eau, ainsi que pour le compte de l'État français les missions de police de l'eau, de la pêche et de la navigation intérieure, ainsi que la gestion des plans d'eau navigables. Cette loi est présentée comme visant à moderniser le service public de la voie d’eau pour le rendre plus « compétitif » tout en répondant à certains objectifs du Grenelle de l'environnement ; il s'agit de contribuer au report modal en le permettant vers la voie d'eau. Il s'agit aussi de contribuer « au développement durable et à l'aménagement du territoire, notamment par la sauvegarde des zones humides et des aménagements nécessaires à la reconstitution de la continuité écologique, la prévention des inondations, la conservation du patrimoine et la promotion du tourisme fluvial et des activités nautiques », ou encore en exploitant, « à titre accessoire et sans nuire à la navigation, l'énergie hydraulique au moyen d'installations ou d'ouvrages situés sur le domaine public mentionné à l'article L. 4311-1 du [code des transports] en application des articles L. 511-2 ou L. 511-3 du code de l'énergie […] ».
Une nouvelle interprofession est créée pour représenter tous les métiers de la filière fluviale (bateliers, éclusiers, intermédiaires, etc.) afin notamment de développer des actions économiques, des programmes de recherche. Les ports fluviaux appartenant à l’État, à une collectivité territoriale ou à un groupement de collectivités territoriales, situés sur des voies non transférables, pourront conduire des opérations de coopération transfrontalière (par exemple entre Mulhouse et le Rhin, Weil am Rhein et Bâle). « Pour le domaine public défini à l'article L. 4314-1 du code des transports, l'autorité désignée à l'article L. 4313-3 du même code est substituée au représentant de l'État dans le département. Pour le domaine public défini à l'article L. 4322-2 dudit code, l'autorité désignée à l'article L. 4322-13 du même code est compétente concurremment avec le représentant de l'État dans le département. » précise la loi.

## Réseau géré par VNF

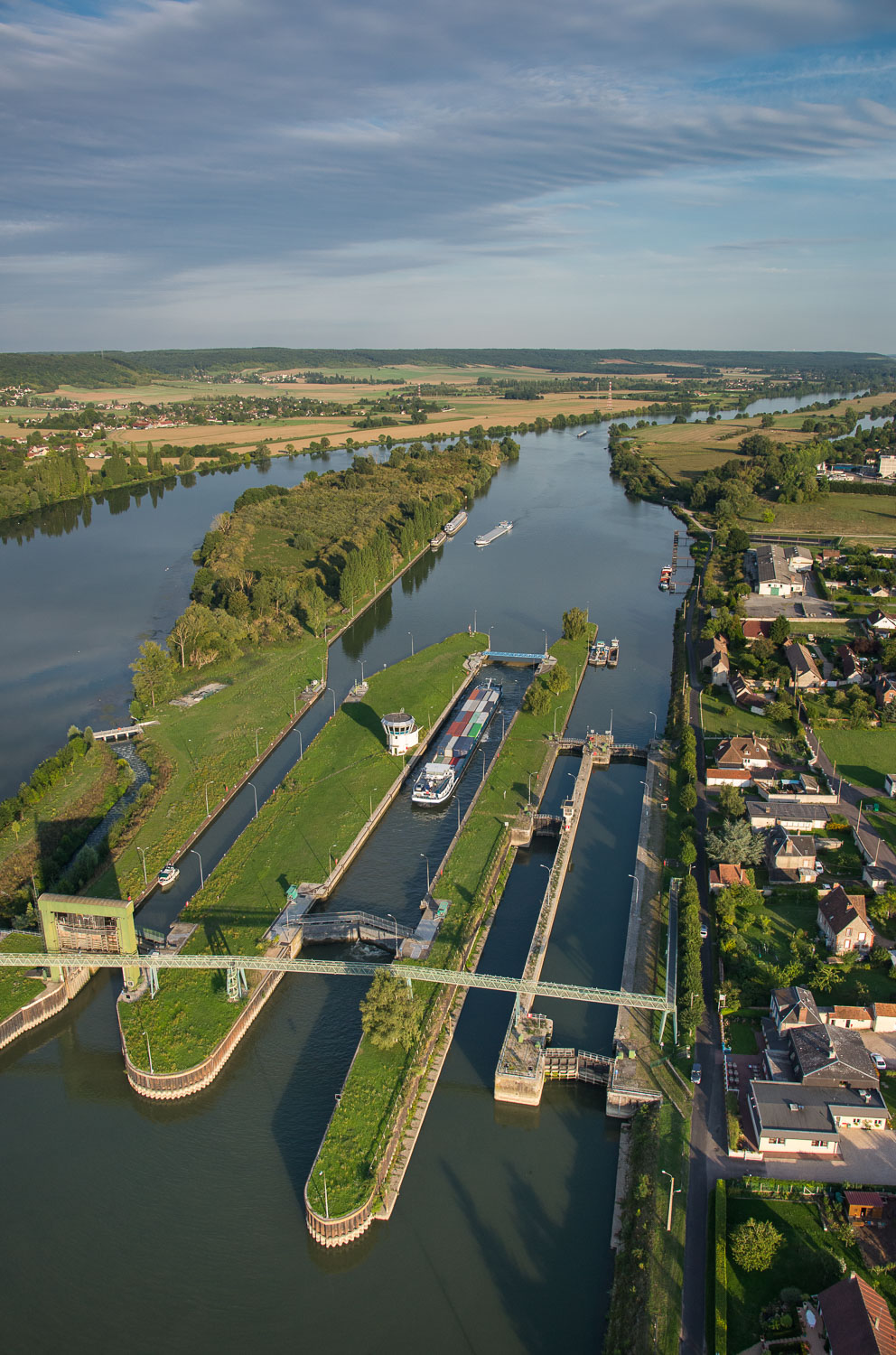
France, Eure (27), Gaillon, le barrage de Notre-Dame-de-La-Garenne - Port-Mort (vue aérienne) - Copyright Francis Cormon.

Le réseau navigable en France est constitué de 8 500 km traversant l’ensemble du territoire. Avec la responsabilité de 6 700 km de réseau, de 40 000 hectares de domaine public et l’exploitation de plus de 4 000 ouvrages, Voies navigables de France est au cœur de l’écosystème et agit sur deux réseaux : un réseau fret (dit à grand gabarit) et un réseau touristique (dit à petit gabarit).
Le projet Seine-Escaut est un réseau moderne de 1 100 km de voies navigables répondant aux enjeux économiques et de développement durable européens, dont les financements européens, français et belges ont été confirmés depuis la signature le 27 juin 2019 par la Commission européenne de la décision d’exécution, « Implementing Act ».
Connectant Paris et Le Havre aux grands ports maritimes de la Mer du Nord, via la Seine, l’Oise, l’Escaut et la Lys, il permettra de relier les principaux centres industriels, logistiques et commerciaux du nord de l’Europe, notamment avec la réalisation du canal Seine-Nord Europe, section fluviale à grand gabarit de 107 km sous la maîtrise d’ouvrage de la Société du canal Seine-Nord Europe.
| Classes (CEMT) | Tailles des bateaux  | Longueurs totales |
| -------------- | -------------------- | ----------------- |
| 0              | jusqu'à 249 tonnes   | 64 km             |
| I              | 250 à 399 tonnes     | 3 177 km          |
| II             | 400 à 649 tonnes     | 210 km            |
| III            | 650 à 999 tonnes     | 225 km            |
| IV             | 1 000 à 1 499 tonnes | 31 km             |
| Va             | 1 500 à 2 999 tonnes | 232 km            |
| Vb et plus     | 3 000 tonnes et plus | 1 445 km          |

## Organisation
Voies navigables de France est un établissement public à caractère administratif.
Il comprend des services centraux et sept directions territoriales selon les bassins :

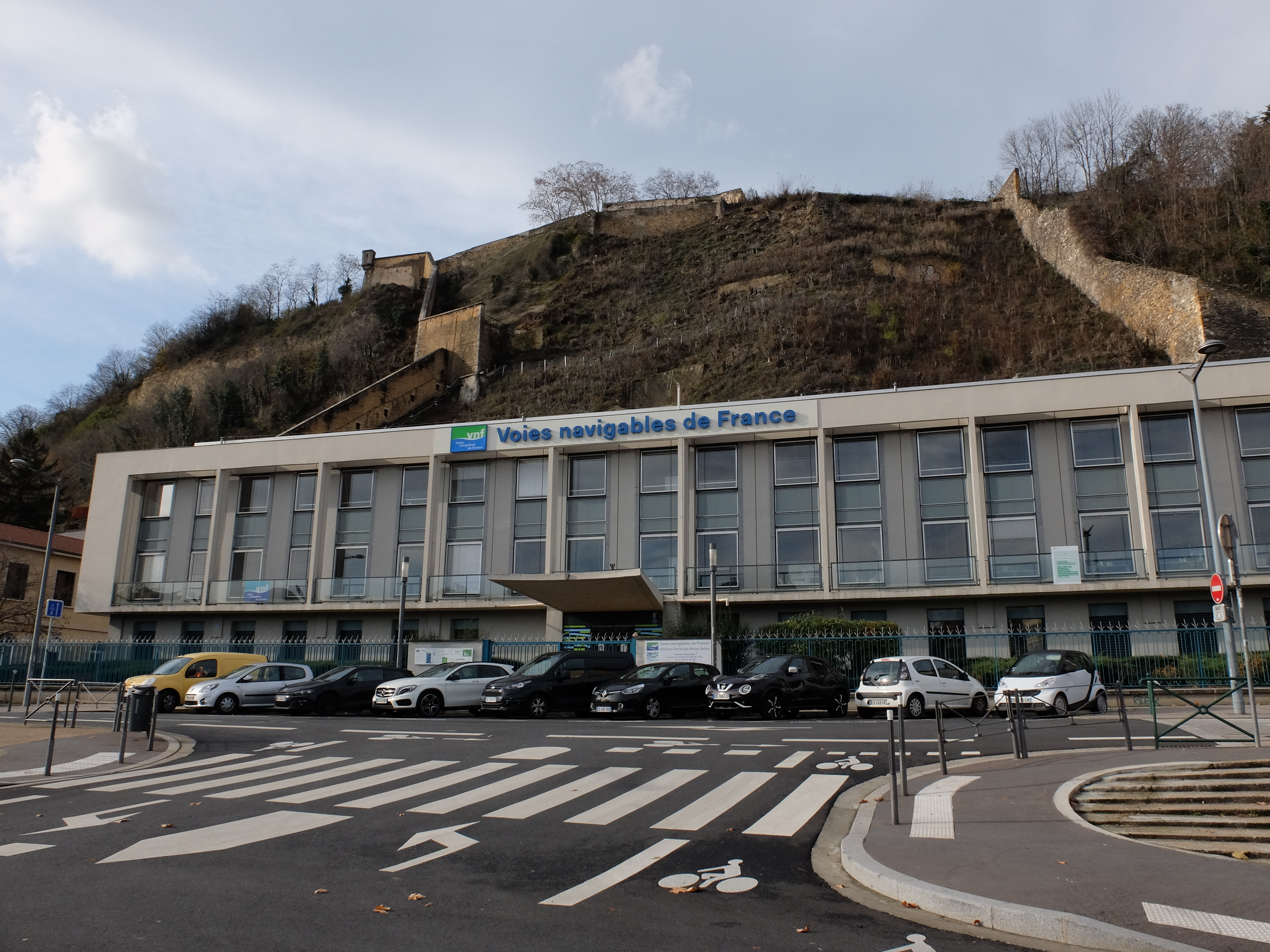
Siège de la Direction territoriale Rhône Saône à Lyon.

Service centraux
- Siège de VNF

Les directions territoriales
- Direction territoriale Nord Pas-de-Calais
- Direction territoriale Bassin de la Seine
- Direction territoriale Nord-Est
- Direction territoriale Strasbourg
- Direction territoriale Centre-Bourgogne
- Direction territoriale Rhône Saône
- Direction territoriale Sud-Ouest

Son effectif comprend un personnel de 4 000 agents, composé à 89 % d'agents publics et à 11 % de salariés privés.
La représentation du personnel est organisée par un comité social d'administration central combinant les missions d'un comité social d'administration et d'un comité social et économique. Toutefois, une commission des droits des salariés a pour mission de représenter les intérêts des salariés de droit privé. À l'échelle de chaque direction territoriale, un comité social d'administration local joue le rôle de comité social de proximité et de comité d'établissement.

### Présidents
- 2012 : Alain Gest[16]
- 2014 : Stéphane Saint-André[17]
- 2019 : Laurent Hénart[18]

## VNF et l'environnement

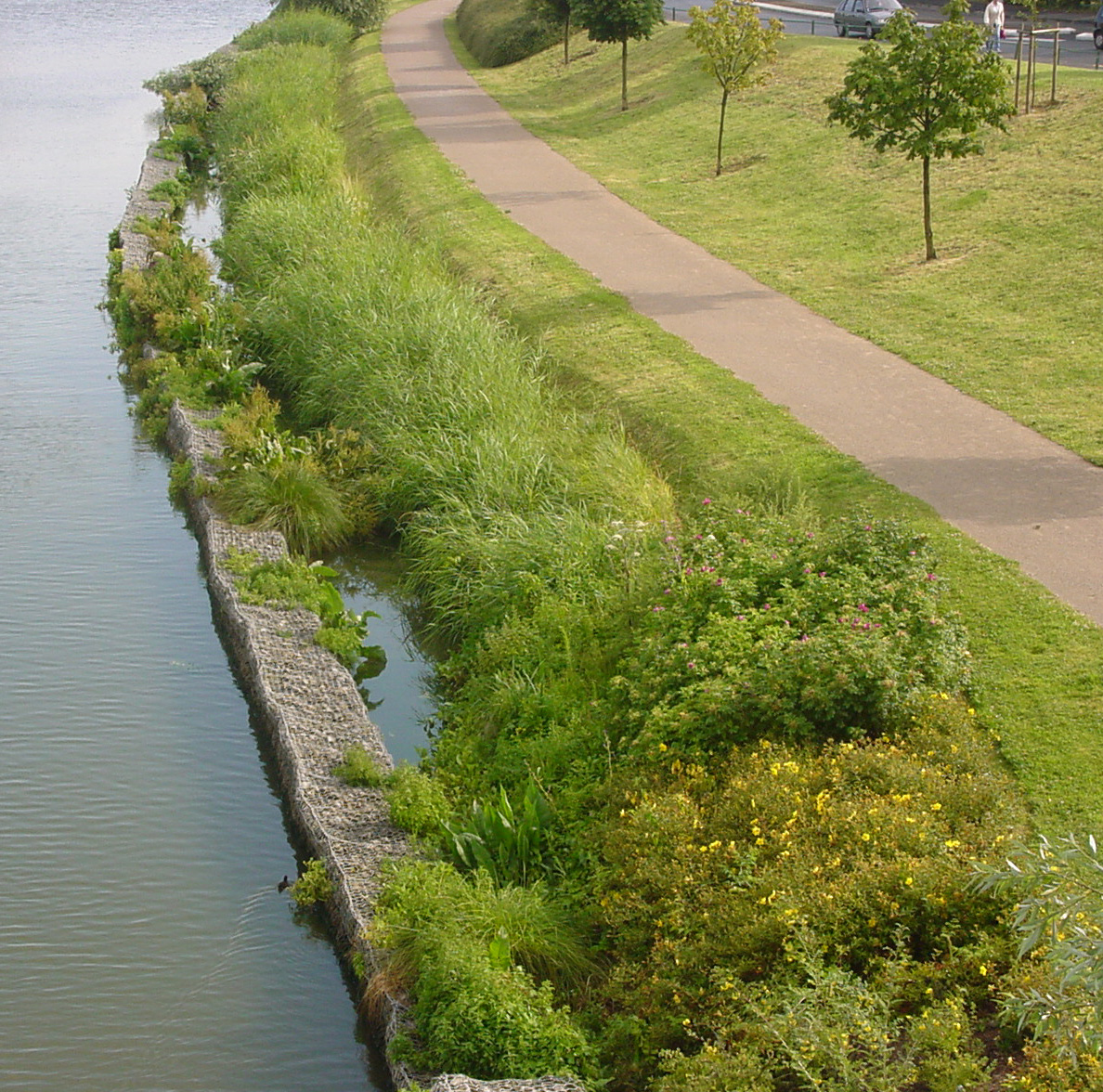
Berge aménagée en « lagunage naturel linéaire » en bordure de la Deûle à Lambersart près de Lille.

Dans plusieurs départements, VNF a produit une stratégie de « trame bleue », en lien avec la déclinaison des SDAGE et SAGEs.
VNF a comme objectif « zéro pesticide » à horizon 2013 ; De 2008 à 2009, l’établissement est ainsi passé d’une utilisation de 0,42 litres de produits phytosanitaires (désherbants essentiellement) par kilomètre de berges à 0,05 litres, soit 1 315 litres pour l’ensemble du réseau. VNF a visé pour 2010 une réduction de 40 % par rapport à 2009, soit 0,03 l/km, en 2013, il n'y a plus de produits phytosanitaires.
Les canaux, bien que présentant de nombreux avantages environnementaux globaux, du point de vue de l'énergie dépensée par tonne transportée, des émissions de gaz à effet de serre ou de chance donnée aux animaux sauvages par les zones humides qu'ils sont (abreuvage, pêche, nidification), ont aussi des impacts environnementaux locaux négatifs, en matière d'emprise foncière, d'artificialisation du réseau hydrographique, des paysages, de bruit, de noyade d'animaux sauvages, et effet de coupure du paysage, contribuant ainsi au phénomène dit de fragmentation écopaysagère. Ils peuvent aussi avoir d'autres impacts sur la biodiversité ou l'environnement (corridors de diffusion d'espèces invasives (aquatiques, telle que la moule zébrée ou des berges (ex. : Renouée du Japon)) via les péniches ou la mise en contact hydrographique de différents bassins versants autrefois isolés. Localement, comme partout, des problèmes peuvent être posés par des accidents ou sédiments pollués.
En juin 2011, Vinci Autoroutes s'est associé à six autres grands gestionnaires d'infrastructures linéaires fragmentantes « pour agir en faveur de la biodiversité » notamment dans le cadre de la Trame verte et bleue nationale autour d'une charte, en créant un « Club infrastructures linéaires et biodiversité » pour renforcer leur engagement en faveur de la biodiversité, et constituer un groupe de référence vis-à-vis des partenaires extérieurs.
En novembre 2011, pour les techniques végétales de restauration des berges des voies navigables, VNF a reçu le coup de cœur des prix Entreprises et Environnement.[pertinence contestée] Ce travail est nommé pour le prix européen 2012 de l'environnement pour les entreprises, mais n'est pas lauréat,.

## Production d'électricité
Plusieurs dizaines d'écluses ou barrages gérés par VNF ont un potentiel de production rentable d'électricité.
Depuis 2012, VNF peut produire de l’électricité en installant des turbines sur les ouvrages qu'il gère.
En 2016, l'établissement recherche des partenariats pour ce faire (via un appel à manifestation d'intérêts ou AMI), en commençant par sept barrages ou écluses désaffectées (regroupés en deux lots) sur la Seine-aval, à Meaux et Barrage éclusé de Port-à-l'Anglais ; en intégrant des critères d'adéquation entre production et investissement et de « prise en compte de l'environnement ».
D'autres sites sont pressentis pour les années à venir (une quarantaine de sites sur 250 auraient une rentabilité permettant d’envisager leur équipement).